# Tacumwah
Tacumwah ou Taucumwah (née vers 1720 - morte vers 1790), née Marie-Louise Pacanne Richerville, était une éminente cheftaine des Miamis. Elle était la sœur de Pacanne, chef des Miamis, et la mère de Jean-Baptiste de Richardville (ou Peshewa). Le nom Tacumwah signifie « Perruche » dans la langue Miami.
Tacumwah a épousé Antoine Joseph Drouet de Richardville, fils d'un aristocrate français qui servait comme lieutenant dans la garnison française au Fort Saint-Philippe, appelé plus tard Fort Miamis. Richardville plus tard quitté la région et est devenu commerçant de fourrure au Canada. Tacumwah a eu trois autres enfants. Ils étaient tous baptisés en 1773 par le Père Pierre Gibault, mais Tacumwah a divorcé de Richerville un an plus tard lorsqu'il appuya Alexandre et François Maisonville pour le contrôle du Long Portage, une bande de terre d'une douzaine de kilomètres entre les rivières Maumee et Wabash qui était contrôlée par son frère Pacanne. Richerville a battu physiquement Tacumwah dans la querelle qui a suivi, et elle s'est réfugiée chez son rival Charles Beaubien. Pacanne et Beaubien ont menacé physiquement Richerville et les frères Maisonville, et l'affaire a été portée devant la cour de Fort Détroit le 18 septembre 1774. Il fut décidé que Pacanne garderait le contrôle du portage et que Tacumwah garderait tous ses biens.
Tacumwah épousa Beaubien, et ils eurent une fille, Josetta Beaubien Roubidoux. Selon la coutume, le fils aîné de Josetta devait succéda à son oncle, le chef Richardville, en tant que chef des Miamis, mais les descendants de Josetta ont été désavoués par la tribu et rayés du registre des Miamis en 1867.
Tacumwah était une conseillère politique auprès de son fils Peshewa et a parfois parlé pour lui au sein du Conseil tribal. Une fois, elle aurait mis un couteau dans la main de Peshewa et lui aurait dit de libérer un prisonnier blanc que les autres membres de la tribu s'apprêtaient à exécuter.
Dans ses dernières années, Tacumwah a maintenu un poste de traite avec succès. Son fils Peshewa a hérité de ses avoirs commerciaux quand elle est morte.